# Miljöpartiets språkrörsval 2016
Miljöpartiets språkrörsval 2016 hölls den 13 maj 2016 på Miljöpartiets kongress i Karlstad för att välja ett kvinnligt och ett manligt språkrör. Valet föregicks av att de sittande språkrören Åsa Romson och Gustav Fridolin hade ställt sina platser till förfogande efter en tids turbulens. 
Kongressen valde valberedningens kandidater Gustav Fridolin och Isabella Lövin till nya språkrör för partiet.

## Bakgrund
2014 var ett starkt år för Miljöpartiet, i EU-valet 2014 där partiet leddes av Isabella Lövin fick de 15,4% av rösterna och partiet hade opinionssiffror på runt 10% ända in i september. I riksdagsvalet 2014 fick Miljöpartiet 6,9% av rösterna, vilket var en tillbakagång från rekordvalet 2010 (7,3%). De rödgröna blev ändå större än Alliansen och därför kunde Socialdemokraterna och Miljöpartiet tillsammans bilda regeringen Löfven I. Partiet fick för första gången ingå i en regering och blev tilldelade sex ministerposter, (Miljö- och klimatminister Åsa Romson, utbildningsminister Gustav Fridolin, kulturminister Alice Bah Kuhnke, finansmarknadsminister Per Bolund, bostadsminister Mehmet Kaplan samt biståndsminister Isabella Lövin).

### Regeringstiden
Den inledande regeringstiden var turbulent. Regeringens första budgetproposition föll och utlöste en regeringskris som i sin tur utmynnade i decemberöverenskommelsen. Miljöpartiet fick också ge vika för flera vallöften däribland den uteblivna nedläggningen av Bromma flygplats.
År 2015 stod migrationspolitiken i centrum, en av partiets hjärtefrågor. I maj blev kritiken hård när Åsa Romson jämförde flyktingsituationen på Medelhavet med koncentrationslägret Auschwitz. Under hösten samma år kulminerade flyktingkrisen och regeringen deklarerade till en början att Sveriges gränser förblir öppna. Men den 24 november 2015 gör regeringen en helomvändning, på en presskonferens tillsammans med statsministern meddelar Åsa Romson i tårar att asylmottagandet kraftigt behöver minska. Den interna kritiken blev hård, flera företrädare menade att partiet borde ha lämnat regeringen istället för att genomföra en politik som går tvärs emot partiets värderingar. Romson menade dock att besluten hade blivit ännu värre utan den miljöpartistiska regeringsmedverkan.
I december 2015 fick miljörörelsen en seger då Parisavtalet klubbades genom. Det blev även en merit för miljö- och klimatministern Åsa Romson, som var en av förhandlarna under toppmötet.

### Skandalvåren

#### Mehmet Kaplan
| Bostadsminister Mehmet Kaplan och partistyrelsekandidaten Yasri Khan var de miljöpartistiska politikerna som var i centrum för skandalerna i april 2016. |  | Bostadsminister Mehmet Kaplan och partistyrelsekandidaten Yasri Khan var de miljöpartistiska politikerna som var i centrum för skandalerna i april 2016. |
| Bostadsminister Mehmet Kaplan och partistyrelsekandidaten Yasri Khan var de miljöpartistiska politikerna som var i centrum för skandalerna i april 2016. |  | |

Den 14 april 2016 publicerar Expressen bilder på när bostadsministern Mehmet Kaplan är på middag tillsammans med företrädare för Grå vargarna, Millî Görüş och Barbaros Leylani (från Turkiska riksförbundet). Leylani dömdes för hets mot folkgrupp efter att den 9 april 2016 ha skanderat "död åt de armeniska hundarna" vid en sammankomst på Sergels torg. Bilderna väckte stark kritik från svensk-kurder, socialdemokrater, oppositionspolitiker och andra skribenter som Özz Nûjen och Jonas Gardell.
I kölvattnet av middagsbilderna rapporterades det även om ett uttalande från Kaplan från 2009, där han jämförde Israels behandling av palestinierna med nazisternas behandling av judarna på 1930-talet. Uttalandet skapade även det skarp kritik, bland annat från utrikesministern Margot Wallström.
Kaplan ansåg sig ovetandes om vilka som närvarade vid middagen och oskyldig till ett medvetet samröre. Kaplan valde, trots att han ansåg anklagelserna för felaktiga, att lämna politiken den 18 april. Samma dag medgav de båda språkrören att situationen hade blivit ohållbar men försvarade samtidigt Kaplans värderingar och engagemang.

#### Krisen fortlöper
Kritiken växer på morgonen den 19 april när Åsa Romson är med i SVT:s Gomorron Sverige och kallar då 11 september-attackerna för "olyckor". Senare på dagen förvärras krisen ytterligare efter att valberedningens kandidat till partistyrelsen, Yasri Khan, vägrade att ta i hand med TV4:s kvinnliga reporter Ann Tiberg med hänvisning till sin religion. Khan menade att fysisk beröring mellan motsatta kön är "väldigt, väldigt intimt". Efter intern och extern kritik från bland andra Jabar Amin (MP), Janine Alm Ericson (MP), Lorentz Tovatt (MP), Gulan Avci (L), Aida Hadzialic (S) och statsminister Stefan Löfven (S), drog Khan tillbaka sin kandidatur. Socialdemokraten Nalin Pekgul menade att Miljöpartiet har ett problem med islamism inom partiet. Forskaren Lars Nicander menade även i sin tur att Miljöpartiet kan ha blivit infiltrerade av islamister.
Den 20 april försökte Magnus Johansson (MP), planeringschef på utbildningsdepartementet, att utöva påtryckningar på SVT och journalisten Anders Holmberg. Johansson föreslog att "steka" Aktuellts inslag om Mehmet Kaplan, erbjöd gentjänster och skulle "knåda" till den interna kritikern Jabar Amin om han ställde upp i programmet. Johansson blev samma dag tillfälligt tagen ur tjänst.
Den 21 april deltog Gustav Fridolin i Gomorron Sverige. I programmet berättade han att han hade känt till att Yasri Khan inte tog kvinnor i hand men att han inte hade förstått i vilken grad det var kränkande mot kvinnor. Han medgav att det var ett misstag och att grunden för partiet är lika behandling mellan könen. Uttalandet väckte än mer kritik eftersom partiet profilerade sig som feministiskt.
Under samma period föll en annan av partiets profilfrågor, den om Vattenfalls brunkolsverksamhet i Tyskland.

#### Ställde sina platser till förfogande
Efter den politiska turbulensen hade språkrörens förtroendesiffror dalat kraftigt. Enligt Sifo sjönk förtroendet för Romson från 22% till 7% på ett halvår och för Fridolin från 38% till 20%. Samtidigt sjönk partiets opinionssiffror nära 4-procentspärren.

### Valberedningens val

#### Kritik
Efter valberedningens tillkännagivande riktades det intern kritik mot valet, eftersom det endast var det kvinnliga språkröret som fick lämna trots att den gångna vårens skandaler främst hade kretsat kring Gustav Fridolin. Kritik riktade även F!-ledaren Gudrun Schyman.*

#### Övriga kandidaterna
- Jenny Wenhammar, Femen-aktivist och riksdagskandidat 2014. Wenhammar ville kandidera mot Fridolin (även om det inte var möjligt i praktiken) eftersom hon ansåg att Fridolin inte stod upp för feminismen. Wenhammar fick inte beträda kongressen av säkerhetsskäl.[25]
- Jesper Sandström (obunden), nyliberal skribent och folkbildare. Tidigare medlem i MUF, LUF och CUF.[26]
- Raul Clark, partimedlem från Stockholm.
- Jack Ljunggren, partimedlem från Göteborg

## Kandidater
Aktuellt uppdrag vid tiden för språkrörsvalet står i fet stil.

### Kvinnliga språkrörskandidater
Valberedningens förslag av språkrör.
| Namn            | Född                                         | Bakgrund                                                               | Tillkännagivande | Ref.   | Stöd |
| --------------- | -------------------------------------------- | ---------------------------------------------------------------------- | ---------------- | ------ | ---- |
| Isabella Lövin  | 3 februari 1963 (53 år) Helsingborg, Sverige | Sveriges biståndsminister (2014–2019), EU-parlamentariker (2009–2014). | 9 maj 2016       | [ 27 ] |      |
| Jenny Wenhammar | 9 juni 1972 (43 år) Kågeröd, Sverige         | Femen-aktivist. Riksdagskandidat 2014.                                 | 11 maj 2016      | [ 25 ] |      |

#### Tillbakadragna kandidaturer
| Namn       | Född                                   | Bakgrund | Tillkännagivande | Tillbakadragande | Ref.   | Stöd |
| ---------- | -------------------------------------- | --- | ---------------- | ---------------- | ------ | ---- |
| Åsa Romson | 22 mars 1972 (44 år) Rönninge, Sverige | Miljöpartiet de grönas språkrör (2011–2016), Sveriges vice statsminister (2014–2016), Sveriges klimat- och miljöminister (2014–2016), Ledamot av Sveriges riksdag (2006, 2010–2017). | –                | 9 maj 2016       | [ 27 ] |      |

#### Kvinnor som avböjde att kandidera
- Maria Wetterstrand – Miljöpartiets språkrör (2002–2011).

### Manliga språkrörskandidater
Valberedningens förslag av språkrör.
| Namn             | Född                                       | Bakgrund | Tillkännagivande | Ref.   | Stöd                                                      |
| ---------------- | ------------------------------------------ | --- | ---------------- | ------ | --------------------------------------------------------- |
| Gustav Fridolin  | 10 maj 1983 (33 år) Önnestad, Sverige      | Miljöpartiet de grönas språkrör (2011–2019), Sveriges utbildningsminister (2014–2019), Ledamot av Sveriges riksdag (2002–2006, 2010–2019), Grön ungdoms språkrör (1999–2003). | –                | [ 27 ] | Statsråd: - Per Bolund Riksdagsledamöter: - Carl Schlyter |
| Jesper Sandström | 23 oktober 1989 (26 år) Gällivare, Sverige | Obunden skribent. | 27 april 2016    | [ 26 ] |                                                           |

- Raul Clark – Partimedlem från Stockholm.
- Jack Ljunggren – Partimedlem från Göteborg. Språkrörskandidat 2011.

#### Män som avböjde att kandidera
- Per Bolund – Sveriges finansmarknadsminister (2014–). (Stödde Gustav Fridolin).[28]
- Peter Eriksson – Miljöpartiets språkrör (2002–2011).[30]
- Carl Schlyter – EU-nämndens ordförande (2014–). Språkrörskandidat 2002. (Stödde Gustav Fridolin).[29]

### Opinionsundersökningar

#### Åsa Romson
| Opinionsinstitut | Period           | Urval | Urval | Stanna | Avgå | Obestämd |
| ---------------- | ---------------- | ----- | ----- | ------ | ---- | -------- |
| Sifo             | 25–27 april 2016 | 4 283 | Alla: | 11%    | 63%  | 26%      |
| Sifo             | 25–27 april 2016 | 4 283 | (MP): | 47%    | 20%  | 34%      |

#### Gustav Fridolin
| Opinionsinstitut | Period           | Urval | Urval | Stanna | Avgå | Obestämd |
| ---------------- | ---------------- | ----- | ----- | ------ | ---- | -------- |
| Sifo             | 25–27 april 2016 | 4 283 | Alla: | 28%    | 44%  | 28%      |
| Sifo             | 25–27 april 2016 | 4 283 | (MP): | 74%    | 9%   | 18%      |

## Resultat
| Miljöpartiets språkrörsval 2016 | Miljöpartiets språkrörsval 2016 | Miljöpartiets språkrörsval 2016 | Miljöpartiets språkrörsval 2016 | Miljöpartiets språkrörsval 2016 | Miljöpartiets språkrörsval 2016 | Miljöpartiets språkrörsval 2016 | Miljöpartiets språkrörsval 2016 | Miljöpartiets språkrörsval 2016 |
| Kvinnliga kandidater            | Kvinnliga kandidater            | Kvinnliga kandidater            | Kvinnliga kandidater            |                                 | Manliga kandidater              | Manliga kandidater              | Manliga kandidater              | Manliga kandidater              |
| Kandidat                        | Kandidat                        | Röster                          | Andel                           | Kandidat                        | Kandidat                        | Röster                          | Andel                           |                                 |
| ------------------------------- | ------------------------------- | ------------------------------- | ------------------------------- | ------------------------------- | ------------------------------- | ------------------------------- | ------------------------------- | ------------------------------- |
|                                 | Isabella Lövin                  | 229                             | 87,1%                           |                                 | Gustav Fridolin                 | 200                             | 76,0%                           |                                 |
|                                 | Jenny Wenhammar                 | 4                               | 1,5%                            |                                 | Jesper Sandström                | 6                               | 2,3%                            |                                 |
|                                 |                                 |                                 |                                 |                                 | Raul Clark                      | 4                               | 1,5%                            |                                 |
|                                 | Jack Ljunggren                  | 4                               | 1,5%                            |                                 |                                 |                                 |                                 |                                 |
| Blanka                          | Blanka                          | 30                              | 11,4%                           | Blanka                          | Blanka                          | 49                              | 18,6%                           |                                 |
| Totalt                          | Totalt                          | 263                             | 100%                            | Totalt                          | Totalt                          | 263                             | 100%                            |                                 |
| Valdeltagande                   | Valdeltagande                   | 271                             | 97%                             | Valdeltagande                   | Valdeltagande                   | 271                             | 97%                             |                                 |

## Efterspel
I Isabella Lövins bok "Oceankänslan" (2022) beskriver Lövin att både valberedningen, andra "tunga företrädare" och även Åsa Romson själv uppmanade henne att kandidera till nytt kvinnligt språkrör.

### Resten av mandatperioden

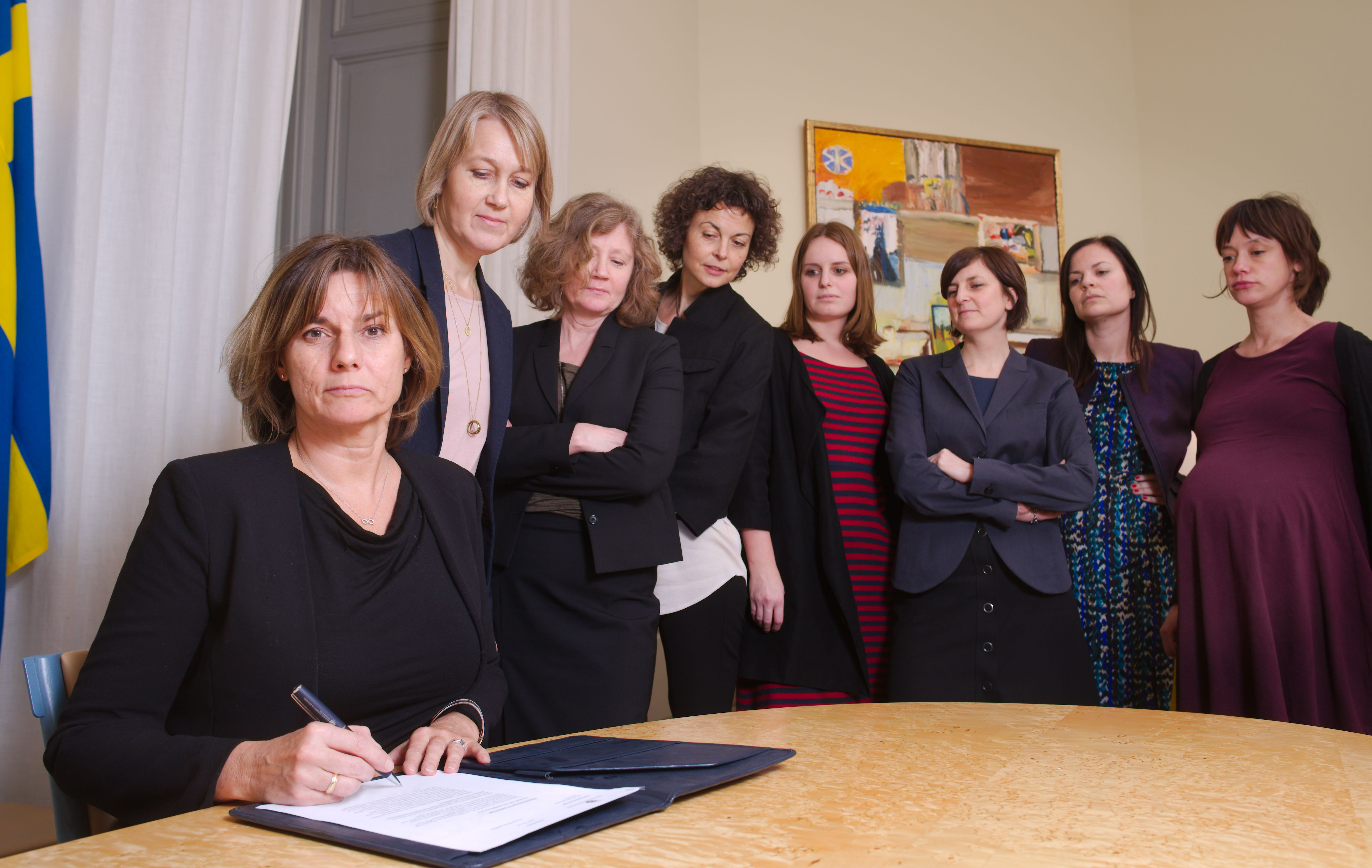
Isabella Lövin undertecknar Klimatlagen 2017.

När Isabella Lövin hade valts till språkrör lämnade Åsa Romson regeringen. Hennes ministerportfölj delades upp mellan Lövin (vice statsminister) och det ny tillträdda statsrådet Karolina Skog (miljöminister). Det f.d. språkröret Peter Eriksson efterträdde Mehmet Kaplan som Sveriges bostadsminister.
I november 2016 publicerades en debattartikel skriven av tidigare språkrör för partiet. I artikeln riktades skarp kritik mot partiledningen som språkrören menade hade övergivit och kompromissat bort den gröna ideologin och partiets särart för att regera ihop med Socialdemokraterna.
2017 antog riksdagen med en bred majoritet det "klimatpolitiska ramverket". Ramverket syftar till att regeringar är skyldiga och bundna till att föra en klimatpolitik som är i linje med de nationella och globala mål som är antagna av riksdagen. Inom ramverket sattes nya klimatmål upp, en ny klimatlag klubbades och ett klimatpolitiskt råd instiftades. Ramverket går att jämföra med det finanspolitiska ramverket, som också syftar till att skapa långsiktighet och stabilitet inom ett politikområde. Lagen var en storseger och ett infriat vallöfte för Miljöpartiet. När språkröret Isabella Lövin skrev under lagen togs en bild som blev viral över världen. Lövin kommenterade senare lagen med att "den är den viktigaste reformen som vår generations politiker genomför...".

### Valresultat
Effekterna av språkrörsvalet blev inte speciellt stora om man ser till opinionsundersökningarna. Partiets siffror cementerades runt 4%-spärren resten av mandatperioden och i valet 2018 fick partiet endast 4,4%, - ett tapp på 2,5 procentenhet. Partiet stannade dock i regeringen efter att januariavtalet slöts 2019.
Partiet toppades i europaparlamentsvalet 2019 av Alice Bah Kuhnke. Partiet fick ett valresultat på 11,5%, vilket var en tillbakagång på 3,9 procentenheter, men ett mycket högt resultat i jämförelse med de nationella opinionsundersökningarna.